# Acanthocerodes endroedyi
Acanthocerodes endroedyi är en skalbaggsart som beskrevs av Renaud Maurice Adrien Paulian 1980. Acanthocerodes endroedyi ingår i släktet Acanthocerodes och familjen Hybosoridae. Inga underarter finns listade i Catalogue of Life.